# Michel-Jacques Boulard
 (mars 2015).
Si vous disposez d'ouvrages ou d'articles de référence ou si vous connaissez des sites web de qualité traitant du thème abordé ici, merci de compléter l'article en donnant les références utiles à sa vérifiabilité et en les liant à la section « Notes et références ».
Pour les articles homonymes, voir Boulard.
Ne doit pas être confondu avec Jacques Boulard.
Michel-Jacques Boulard (1761-1825) devint le tapissier attitré de l'impératrice Joséphine qui raffolait de ses luxueux brocards, velours et quinze-seize dont elle fit décorer le palais des Tuileries ou le Grand Salon de Fontainebleau. Cousins de Benoit-François Boulard, ils habitaient tous deux rue de Cléry, travaillaient pour les mêmes commanditaires et pourtant s'ignoraient.
Par testament du 15 février 1825, le tapissier Michel-Jacques Boulard lègue à l'administration des hospices civils une somme de 1 127 886 francs destinée à fonder une maison de retraite pour l'accueil de personnes dans l'indigence ou atteints d'une infirmité incurable. L'acceptation du legs et de ses charges par l'ordonnance royale du 28 décembre 1825 aboutit à l'édification d'une bâtisse à la limite de Saint-Mandé qui aboutira à l'inauguration de l'hospice Saint-Michel le 24 avril 1830.
Son cœur y repose actuellement dans une chapelle dédiée.